# Joe Ruddy
Joseph Aloysius Ruddy, detto Joe (New York, 28 settembre 1878 – Queens, 11 novembre 1962), è stato un pallanuotista e nuotatore statunitense.

## Carriera
Partecipò alle gare di nuoto e di pallanuoto della III Olimpiade di St. Louis del 1904 e vinse due medaglie d'oro.
Vinse, con il New York Athletic Club, il torneo di pallanuoto, battendo in finale i Chicago Athletic Association per 6-0. Sempre con il New York Athletic Club, prese parte anche alla gara della staffetta 4x50 iarde stile libero, dove arrivarono primi in finale, in 2'04"6.
Joseph Ruddy era padre di Ray Ruddy e zio di Stephen Ruddy.

## Palmarès

### Pallanuoto
- Oro ai Giochi olimpici di Saint Louis 1904

### Nuoto
- Oro ai Giochi olimpici di Saint Louis 1904 nella staffetta 4x50 iarde stile libero